# كسلان (ميانة)
كسلان هي قرية في مقاطعة ميانة، إيران. عدد سكان هذه القرية هو 209 في سنة 2006.